# Anemiaceae
Les Anemiaceae (Anemiacées) sont une famille de fougères ; elle comprend une seule espèce dans le genre Anemia. 

## Liste des genres
- genre Anemia Link